# And We Are Bled of Color
And We Are Bled of Color é o segundo álbum de estúdio da banda canadense Stutterfly, lançado em 2005 pela gravadora Maverick Records.
| Críticas profissionais                                                      | Críticas profissionais |
| Avaliações da crítica                                                       | Avaliações da crítica  |
| Fonte                                                                       | Avaliação              |
| --------------------------------------------------------------------------- | ---------------------- |
| allmusic                                                                    | [ 1 ]                  |
| Esta tabela precisa de ser acompanhada por texto em prosa. Consulte o guia. |                        |

## Faixas
1. "Dead Eyes" - 3:30
2. "Where Angels Fell" - 3:17
3. "Gun in Hand" - 3:29
4. "Fire Whispers" - 2:52
5. "Bury Me" (The Scarlet Path) - 3:04
6. "Silent Scream" - 3:20
7. "Burnt Memories" - 3:23
8. "The Breath" - 3:03
9. "Formula of Flesh" - 4:12
10. "The Sun Bleeds Red" - 2:53
11. "Shallow Reasons" - 3:02
12. "Life's Disease" - 3:24
13. "Flames Adorn the Silence" - 4:35